# Marielle Jaffe
Jaclyn Marielle Jaffe (Valencia (Californië), 23 juni 1989) is een Amerikaanse model en actrice. In 2010 kreeg ze zowel haar eerste rol in een internationale reclame, voor Reebok als haar eerste filmrol in Percy Jackson & the Olympians: The Lightning Thief.